# Ayer, Massachusetts
Ayer, Massachusetts (енгл. Ayer) насељено је место без административног статуса у америчкој савезној држави Масачусетс.

## Демографија
По попису из 2010. године број становника је 2.868, што је 92 (-3,1%) становника мање него 2000. године.
| Група             | 2000.         | 2010.         |
| Белци             | 2.561 (86,5%) | 2.384 (83,1%) |
| Афроамериканци    | 146 (4,9%)    | 130 (4,5%)    |
| Азијати           | 78 (2,6%)     | 73 (2,5%)     |
| Хиспаноамериканци | 92 (3,1%)     | 192 (6,7%)    |
| Укупно            | 2.960         | 2.868         |